# Chrysococcyx minutillus
Chrysococcyx minutillus е вид птица от семейство Cuculidae.

## Разпространение
Видът е разпространен в Австралия, Виетнам, Индонезия, Източен Тимор, Камбоджа, Малайзия, Папуа Нова Гвинея, Сингапур, Тайланд и Филипините.